# Vanessa Carlton
Vanessa Lee Carlton (Milford, Pensilvania, 16 de agosto de 1980) es una pianista, compositora, cantante, productora discográfica y exbailarina de ballet profesional estadounidense, más conocida por su sencillo «A Thousand Miles» de su álbum debut Be Not Nobody.

## Biografía

### Primeros años
Sus padres son Ed y Heidi Carlton, un piloto y una maestra de piano. Vanessa comenzó a tocar el piano muy joven cuando, a los dos años fue a Disneyland y al regreso tocó la canción «It's a Small World» en el piano de su madre. Comenzó a componer melodías de piano con nueve años. A esa edad, se interesó por el ballet y a los catorce años asistió a una academia en Nueva York con la meta de convertirse en una bailarina profesional, experiencia que después inspiraría su canción «White Houses». Al graduarse de la academia entendió las presiones a las que están expuestas las bailarinas profesionales y lo abandonó. Volvió a dedicarse al piano y comenzó a escribir canciones, fue a la Universidad de Columbia, trabajó como mesera y comenzó a tocar en bares y clubs. Así conoció a Peter Zizzo, que la ayudó a grabar un demo, con el que consiguió un contrato discográfico y grabó su primer disco Rinse, que nunca fue lanzado. Rinse incluía varios temas que después fueron integrados a «Be Not Nobody», como «Interlude» («A Thousand Miles») y «Divide and Conquer» («Ordinary day»).

### Vida personal
Vanessa estuvo saliendo con Stephan Jenkins, vocalista de Third Eye Blind en el año 2004. Anteriormente fue novia de John Mayer. El 19 de junio de 2010, Vanessa Carlton se declaró oficialmente bisexual durante el Nashville Pride.
El 9 de octubre de 2013 Vanessa anunció que espera su primer hijo de John McCauley (vocalista y guitarrista del grupo de rock Deer Tick), con quien se casó el 27 de diciembre de 2013 en una ceremonia oficiada por Stevie Nicks.
Sin embargo, en noviembre de ese año, anunció que había experimentado un embarazo ectópico, con lo cual sufrió sangrado y la rotura de una trompa de Falopio. Fue tratada con cirugía y se le extirpó la trompa de Falopio derecha.
En junio de 2014, Carlton anunció a través de Facebook que estaba esperando otro hijo con McCauley. El 13 de enero de 2015, Carlton dio a luz a su primer hijo, una niña llamada Sidney.

## Carrera profesional

### Be Not Nobody
Su disco debut Be Not Nobody fue lanzado el 30 de abril de 2002 y, tanto el disco como el primer sencillo promocional A Thousand Miles fueron éxitos comerciales. "Be Not Nobody" alcanzó el puesto 5 entre los discos más vendidos de Estados Unidos y se convirtió en multiplatino y "A Thousand Miles" se mantuvo 25 semanas consecutivas en la lista de las canciones más escuchadas del mundo, alcanzando como punto más alto el puesto 4 en dos ocasiones consecutivas en las semanas terminadas el 31 de agosto y el 7 de septiembre de 2002. "Be Not Nobody" tuvo otros dos sencillos promocionales: "Ordinary Day", que llegó al top 10 de las canciones más escuchadas y "Pretty Baby". Vanessa fue nominada a tres premios Grammy por "A Thousand Miles" en las categorías de "Canción del año", "Grabación del año" y "Mejor acompañamiento instrumental en una canción". Hasta el momento "Be Not Nobody" ha vendido más de 3 millones de copias en el mundo.

### Harmonium
A mediados de 2004 se comenzó a escuchar el primer sencillo de su segundo disco, "White Houses", que tuvo un éxito bastante regular. El disco, llamado "Harmonium", lanzado el 9 de noviembre de 2004, debutó en el puesto 33 de la lista de Billboard de los discos más vendidos y se consideró un fracaso comercial. Vanessa colaboró con su novio, el también músico Stephan Jenkins, en la producción de "Harmonium". Stephan coescribió varias de las canciones incluyendo "White Houses". El presidente de la, en ese entonces, compañía discográfica de Vanessa, Ron Fair, describió "Harmonium" así:"Si Be Not Nobody lleva un vestido de gala, Harmonium lleva t-shirt y jeans". Se estima que Harmonium ha vendido alrededor de 250.000 copias en el mundo, A&M Records decidió no lanzar un segundo sencillo para el disco.

### Heroes & Thieves
Vanessa trabajó en su tercer álbum desde finales del año 2005, en este colabora de nuevo con su novio Stephan Jenkins. Linda Perry coescribió y produjo algunas de las canciones ya grabadas para el mismo. Vanessa firmó un contrato discográfico con Inc. Records, compañía discográfica de Irv Gotti, tras romper relaciones con su anterior compañía A&M Records. El tercer disco lleva por título "Heroes and Thieves" y su primer sencillo es "Nolita Fairytale". "Heroes and Thieves" salió a la venta el 9 de octubre de 2007, y debutó el lista del Billboard 200 en el N.º 44, siendo así su más baja posición en comparación a sus anteriores discos "Be Not Nobody" (2002) en el N.º 05 y "Harmonium" (2004) en el N.º 33. El segundo sencillo de "Heroes And Thieves" es "Hands On Me", Vanessa Carlton comenzó la grabación del video en diciembre, y éste fue estrenado el 15 de febrero de 2008 en Yahoo! En diciembre de 2009, el álbum llevaba vendidas más de 540.000 copias.
Su álbum "Heroes & Thieves" ha sido para los críticos el mejor álbum de Vanessa Carlton, llegando a obtener un 8 de Billboard o del New York Magazine, y un mínimo de 7 según Blender. Su media según metacritics es de 7.90, algo muy poco común en las cantantes de pop, (cuyos álbumes no suelen pasar del 6) y según los usuarios obtendría un 9.

### Rabbits On The Run
En una entrevista en abril de 2009, Vanessa dijo que tenía a medio camino un nuevo álbum. En algunos de los últimos espectáculos que ha hecho, estrenó tres canciones - "Londres" (la primera canción que escribió para el registro) "Fair-Weather Friends" y el instrumental "Waltz". Vía Twitter, Vanessa anunció que un posible nombre para su próximo álbum podría ser "Tall Tales for Spring" y mencionó que ha estado grabando en el estudio de KT Tunstall's en Londres. También mencionó un coro de niños con sede en Londres que aparecen con ella en su cuarto álbum.
El 9 de mayo de 2010, Vanessa actualizó el título de su próximo disco, que se llamaría Rabbits On The Run. De acuerdo con ella, escogió el título por el simbolismo representado a menudo por los conejos - (hora, deslizamiento, la mente flotante) "- que es algo que ha ido en relación con la vida de Vanessa en los últimos años. También mencionó que el disco está en proceso de estratificación de puesta en onda en las estaciones de radio. Vanessa anunció en su cuenta de Twitter dos nuevas canciones tituladas "Moneymaker" y "I Don't Wanna Be to Be a Bride".
En junio de 2010, en el Festival del Orgullo Gay de Nashville, el cual ella encabezó, atrayendo a más de 18 000 personas. Anunció a la multitud que ella es "una mujer orgullosa bisexual"[cita requerida] antes de que ella cantara "Who's To Say", dedicada a sus fanes gais y lesbianas. También estrenó dos nuevas canciones, tituladas "Tall Tales for Spring"; una antigua canción titulada "Waltz" y "I Don't Wanna Be to Be a Bride".
El primer sencillo del disco, "Carousel", fue estrenado el 3 de mayo de 2011. A través de Twitter, Carlton anunció que su etiqueta produciría un video de "Hear the Bells". El video musical, que se describe como el más revelador de Carlton hasta el momento, fue liberado el 7 de junio de 2012.

### Liberman
El 28 de febrero de 2014, Carlton terminó de grabar el que será su nuevo álbum titulado 'Liberman', compuesto por diez canciones inéditas.

## Influencias
La madre de Carlton la expuso a diferentes compositores clásicos como Mozart y Erik Satie. A través de su padre, que estuvo expuesto a artistas clásicos de rock como Pink Floyd y Led Zeppelin. Como nueva artista, Carlton se comparó con otras cantautoras, como Laura Nyro, Joni Mitchell, Carole King, Fiona Apple, Tori Amos, Sarah McLachlan, Norah Jones, Alicia Keys, Michelle Branch, y Avril Lavigne.

## Discografía

### Be Not Nobody(2002)
Canciones:
1. Ordinary Day (2.º Single)
2. Unsung
3. A Thousand Miles (1.er Single)
4. Pretty Baby (3.er Single)
5. Rinse
6. Sway
7. Paradise
8. Prince
9. Paint it Black
10. Wanted
11. Twilight

### Harmonium(2004)
Canciones:
1. White Houses (1.er y único sencillo)
2. Who's to Say
3. Annie
4. San Francisco
5. Afterglow
6. Private Radio
7. Half a Week Before the Winter
8. C'est la Vie
9. Papa
10. She Floats
11. The Wreckage (track oculto)
12. Where the Streets Have no Name (incluido únicamente en la versión europea del disco)

### Heroes And Thieves(2007)
Canciones:
1. Nolita Fairytale (Vanessa Carlton, Stephan Jenkins) – 3:29 (1.er Single)
2. Hands On Me (2.º Single)
3. Spring Street
4. My Best
5. Come Undone
6. The One (featuring Stevie Nicks)
7. Heroes & Thieves
8. This Time
9. Fools Like Me
10. Home
11. More Than This

### Rabbits On The Run(2011)
1. Carousel (1.er Single)
2. I don't want to be a Bride
3. London
4. Fairweather Friend
5. Hear the bells (2.º Single)
6. Dear California
7. Tall tales for Spring
8. Get Good
9. Marching Line
10. In the end

### Love is an art(2020)
Canciones:
1. I can't stay the same - 3:43
2. Companion star - 2:43
3. I know you don't mean it - 4:27
4. Die, dinosaur - 3:04
5. Love is an art - 4:06
6. Future pain - 3:05
7. Back to life - 2:32
8. Patience - 1:16
9. The only way to love - 4:09
10. Salesman - 3:54
11. Miner's canary - 3:08

## Banda sonora
Algunas canciones de Vanessa han aparecido en películas y series de televisión:
- "A thousand Miles" en el dorama japonés (capítulo 11) Yama Onna, Kabe Onna
- "A thousand Miles" en la comedia Legally Blonde
- "A thousand Miles" en la comedia White Chicks
- "Rinse" en la 6.ª Temporada de la serie Charmed
- "San Francisco" en la 7.ª Temporada de la serie Charmed
- "Nolita Fairytale" en la 1.ª Temporada, capítulo 9 de la serie Gossip Girl
- "Who's To Say" en la 2.ª Temporada de la serie One Tree Hill

En CD de BSO:
- "Rinse" en Charmed: The Original Soundtrack (2003)
- "San Francisco" en Charmed: The Book of Shadows (2005)